# 2016년 영국 유럽 연합 회원국 국민투표
2016년 영국 유럽 연합 회원국 국민투표(영어: United Kingdom European Union membership referendum, 2016)는 영국의 유럽 연합 탈퇴(브렉시트)를 놓고 지브롤터를 포함한 영국에서 2016년 6월 23일 실시되었던 국민투표이다. 영국 내에서 유럽 연합 회원국에 대한 논쟁은 1973년 유럽 경제 공동체(EEC)에 가입할 때부터 있었다.
영국 보수당은 유럽 연합 탈퇴 여부 국민투표를 하기 위한 법적인 절차를 영국 의회에 법을 통과시키면서 마련했다. 이번 선거는 1975년 영국 유럽 경제 공동체 회원국 국민투표에 이은 유럽연합 존속 여부를 묻는 두번째 국민투표다.
투표 결과, 찬성(탈퇴) 51.89%로 영국의 유럽 연합 탈퇴가 결정되었다.

## 경위
영국에서 유럽 연합 탈퇴를 요구하는 움직임은 유럽 연합이 출범하기 전부터 있었다.
2015년 영국 총선에서 보수당 대표가 본인은 영국의 유럽 연합 잔류를 지지함에도 불구하고 유럽회의주의 성향 보수표를 영국 독립당에 잃을까봐 유럽연합 회원국으로 남을지 탈퇴할지를 정하는 국민투표를 공약하고 선거에서 승리하면서 국민투표를 실시하게 되었다.

## 배경

### 유럽 연합의 초국가주의와 민주주의 부정
유럽 연합은 초국가주의를 기본으로 하고 있으나, 그것이 성립하려면 개별 회원국이 조약에 서명함으로써 회원국의 주권을 초국가 권력 주체에게 양도할 필요가 있다. 하지만 특정 분야, 예를 들면 방위, 징세, 통화 등의 주권은 초국가 권력 주체에게 양도하지 않아도 된다
예를 들면, 유로존 가맹국은 금융 정책의 주권을 독일 프랑크푸르트암마인에 있는 유럽 중앙은행(ECB)에게 양도해야 하며, 이에 따라서 자체적인 금융 정책은 실시할 수가 없게 된다. 자국 통화를 버리고 자체적인 금융 정책을 포기한 남유럽의 유로존 회원국인 그리스, 스페인, 이탈리아, 포르투갈은 높은 실업률에 시달리고 있다. 스스로의 통화 발행 권한도 잃었으므로, 자신들의 정부 채무도 조절 못하고 다른 나라에서 금전 지원을 받을 수 밖에 없게 된 것이다.
초국가주의뿐만 아니라, 유럽 연합은 민주주의의 특성을 많이 부정하는 성격을 가지고 있다. 유럽 연합 측의 긴축 재정 명령에 대해서, 그리스는 2015년 7월 국민 투표를 실시하여 긴축 재정에 반대하는 분명한 의사 표시를 했다. 하지만 유럽 연합은 그리스 국민의 민의를 무시했다. 또한 유럽 연합 측은 그리스에 대하여 긴축 재정뿐 아니라, 500억 유로 상당의 그리스 국유 자산을 매각 민영화하도록 요구했다.

### 유럽 연합의 확대와 영국의 발언권
유럽 연합이 확대되면서 회원국 각각의 발언권은 분산되면서, 영국의 유럽 연합에 대한 영향력은 줄고 있다. 영국이 유럽 경제 공동체(EEC)에 1973년에 가입했을 때는, 영국은 20%의 유럽 의회 투표권을 가지고 있었다. 2015년에는 그 절반 미만이다.
2010년 이후부터 유럽 연합은 약 3,500개에 달하는 법안을 적용하고 있다. 이와 같은 유럽 연합의 새로운 법률 규제에 의해서 생기는 영국의 비용은 연간 76억 파운드가 된다고 추측되고 있다. 유럽 연합의 회원국 수의 잠재적 확대를 감안하면, 영국이 유럽 연합내에서 정치적 영향력을 충분히 발휘하지 못할 것이고 따라서 입는 손실은 향후 커질 가능성이 있다. 만약 영국이 유럽 연합을 이탈하면 유럽 연합 역내에서 적용되는 법과 규정을 무효화하는 선택치를 얻는다.

### 영국의 유럽 연합 예산 기여도
영국은 독일, 프랑스, 이탈리아 다음으로 유럽 연합의 예산에 많이 기여하고 있지만, 그 대가가 적다. 2013년도 당시 영국은 유럽 연합에게 약 170억 유로 지불했고, 이는 하루 당 약 3,500만 파운드를 내고 있는 셈이다. 그러나, 당해 유럽연합 예산에서는 영국에게 63억 유로 밖에 지불되지 않았다.
영국 독립당의 Suzanne Evans는 영국이 매주 3억 5000만 파운드의 금액을 EU에 내느라 영국의 학교나 병원에 충분한 돈을 돌리지 않는다고 말했다.
영국은 2016년도에 약 110억 파운드를 유럽 연합에게 지불해야하며, 유럽연합 연간 예산의 11%를 영국이 부담하고 있다.

## 투표 관리

### 투표권
지브롤터를 포함한 영국에 거주하는 영국인 또는 영연방 국민, 아일랜드 국민은 투표권을 갖는다. 해외에 거주하는 영국인은 영국에 15년간 거주한 적이 있을 경우 투표권을 가진다.

### 투표지 문구

투표 용지 샘플

영국 선거관리위원회는 뜻을 분명히 드러내면서 중립적인 문구를 정했다. 제안된 질문은 2015년 9월에 승인되었다. 첫 투표 용지는 우편투표를 하는 유권자들에게 2016년 5월에 보내졌다. 원하는 답에 X를 하나 치면 된다.
영어 원문
Should the United Kingdom remain a member of the European Union or leave the European Union?"
"Remain a member of the European Union"
"Leave the European Union"
한국어 번역문
영국은 유럽 연합의 일원으로 남아야 합니까 아니면 유럽 연합을 떠나야 합니까?
"유럽 연합의 회원으로 남아야 한다."
"유럽 연합에서 떠나야 한다."

## 결과

탈퇴
잔류

| 2016년 영국 유럽 연합 회원국 국민투표 득표 결과 |            |          |
| 목록                                            | 표수       | %        |
| 잔류 Remain                                     | 16,141,241 | 48.11    |
| 탈퇴 Leave                                      | 17,410,742 | 51.89    |
| 유효표                                          | 33,551,983 | 99.9225% |
| 무효표                                          | 26,033     | 0.0775%  |
| 총 현황                                         | 33,578,016 | 100.00   |
| 총 유권자, 투표율                               | 46,501,241 | 72.2%    |
| 출처：영국방송협회、ITV                         |            |          |

| 탈퇴 Leave： 17,410,742 （51.9%） | 잔류 Remain： 16,141,241 （48.1%） |
| ▲                                 |                                    |

### 영국 지역별 결과
| 지역 | 지역                            | 유효 투표율 | 투표수    | 투표수    | 투표율 | 투표율 |
| 지역 | 지역                            | 유효 투표율 | 잔류      | 탈퇴      | 잔류   | 탈퇴   |
| ---- | ------------------------------- | ----------- | --------- | --------- | ------ | ------ |
|      | 이스트미들랜즈                  | 74.2%       | 1,033,036 | 1,475,479 | 41.18% | 58.82% |
|      | 이스트오브잉글랜드              | 75.7%       | 1,448,616 | 1,880,367 | 43.52% | 56.48% |
|      | 런던                            | 69.7%       | 2,263,519 | 1,513,232 | 59.93% | 40.07% |
|      | 노스이스트잉글랜드              | 69.3%       | 562,595   | 778,103   | 41.96% | 58.04% |
|      | 노스웨스트잉글랜드              | 70%         | 1,699,020 | 1,966,925 | 46.35% | 53.65% |
|      | 북아일랜드                      | 62.9%       | 440,437   | 349,442   | 55.8%  | 44.2%  |
|      | 스코틀랜드                      | 67.2%       | 1,661,191 | 1,018,322 | 62%    | 38%    |
|      | 사우스이스트잉글랜드            | 76.8%       | 2,391,718 | 2,567,965 | 48.22% | 51.78% |
|      | 사우스웨스트잉글랜드 & 지브롤터 | 76.7%       | 1,503,019 | 1,669,711 | 47.37% | 52.63% |
|      | 웨일스                          | 71.7%       | 772,347   | 854,572   | 47.47% | 52.53% |
|      | 웨스트미들랜즈                  | 72%         | 1,207,175 | 1,755,687 | 40.74% | 59.26% |
|      | 요크셔 험버                     | 70.7%       | 1,158,298 | 1,580,937 | 42.29% | 57.71% |

## 2016년 영국 유럽 연합 회원국 국민투표의 여파
영국이 유럽연합 탈퇴를 통보하면 협상을 진행한 후 2년 뒤에 탈퇴된다.

## 반응

### 영국 내각
스코틀랜드 자치 정부를 이끄는 니컬라 스터전은 스코틀랜드의 EU 잔류 의사를 밝혔다. 또한 스코틀랜드의 영국 독립론이 다시 제기되었다. 개표 마감 몇 시간 후, 총리 데이비드 캐머런은 브렉시트의 책임을 지고, 오는 10월 총리직에서 물러나겠다고 발표했으나2016년 7월 13일 정식 사퇴했다. 후임 총리는 테레사 메이이며 2016년 7월 13일에 취임했다.

### 유럽
브렉시트의 잠정 사실화 보도가 전해진 후, 네덜란드와 프랑스의 극우당에서 유럽 연합 탈퇴론을 제기했다.

### 유럽 이외

#### 인도
영국 브렉시트의 영향으로 6월 24일 오후 2시에 인도 SENSEX지수는 전장 대비 969.57포인트(3.59%) 급락한 26,032.65를 기록했다.

#### 일본
아시아의 일본 역시 영국의 브렉시트의 민감하게 반응하여 증시가 폭락하는 사태가 발생했다. 24일 일본의 도쿄시장(東京市場)은 영국 선거결과의 영향으로 일시적으로 99엔까지 가는 모습을 보이기도 했다. 정오에 일시적으로 99엔을 찍은 후 102엔까지 회복하였고 일본 재무성은 이에 대해 대응할 것을 언급, 사실상 지금까지는 잘 대처하고 있다.

#### 대한민국
대한민국은 유럽 연합과 한EU 자유 무역 협정을 맺고 있다. 브렉시트가 결정된 후에도 무관세로 영국에 수출하려면 영국과의 자유무역협정을 맺어야 한다. 브렉시트 후 한국이 영국과 FTA를 맺는 것이 바람직하다는 연구결과가 나왔다. 브렉시트가 결정되자 산업통상자원부가 한영 FTA를 추진한다고 밝혔다.

### 증권시장과 외환시장
영국 파운드화 환율이 1.35 달러 아래로 내려가면서, 1985년 이후로 파운드화의 가치가 최저치로 떨어졌다. 반대로 엔화와 달러는 폭등하고 있다.

## 같이 보기
- 유럽 연합법
- 유럽 연합 탈퇴